# Władysław Faber
Władysław Faber (ur. 6 kwietnia 1929 w Barwałdzie Górnym) – polski działacz państwowy i samorządowy, w latach 1978–1983 wicewojewoda nowosądecki.

## Życiorys
Syn Jana i Franciszki. W 1961 ukończył liceum w Limanowej, a w 1969 uzyskał tytuł magistra administracji na Wydziale Prawa i Administracji Uniwersytetu Jagiellońskiego. Działał w Związku Walki Młodych (1946–1948) i Związku Młodzieży Polskiej (1948–1951), od 1949 pracował w zarządzie powiatowym ZMP w Limanowej. W 1952 zatrudniony jako kierownik sekcji w Powiatowej Komisji Planowania Gospodarczego w Limanowej, w 1956 został prezesem Spółdzielni Pracy „Rozwój” w tym mieście. W latach 1961–1970 przewodniczący Powiatowej Komisji Planowania Gospodarczego, następnie zastępca przewodniczącego Prezydium Powiatowej Rady Narodowej w Limanowej (1970–1973) i pierwszy zastępca naczelnika powiatu limanowskiego (1973–1975).
W 1964 wstąpił do Polskiej Zjednoczonej Partii Robotniczej. Był członkiem egzekutywy Komitetu Powiatowego PZPR w Limanowej, a od 1975 lektorem i członkiem Komitetu Wojewódzkiego PZPR w Nowym Sączu. W czerwcu 1975 został szefem Wojewódzkiej Komisji Planowania w ramach Urzędu Wojewódzkiego w Nowym Sączu, a od 1978 do 1981 pełnił funkcję wicewojewody nowosądeckiego.